# Saruskraanvogel
De saruskraanvogel (Antigone antigone) is een vogel uit defamilie van de  kraanvogels (Gruidae). De wetenschappelijke naam van de soort werd in 1758 als Ardea antigone gepubliceerd door Carl Linnaeus. Het is een kwetsbare vogelsoort in Zuidoost-Azië en Australazië.

## Kenmerken
De vogel is 172–180 cm lang. Het is de grootste soort van alle kraanvogels. Volwassen vogels zijn overwegend licht grijs van kleur, midden op de lange hals meer wit en een kop die opvallend rood gekleurd is. In de broedtijd zijn de poten roodachtige en buiten het broedseizoen bleker van kleur.

## Verspreiding. leefwijze en leefgebied
De saruskraan komt voor in noordelijk India, zuidoostelijk Azië en noordelijk Australië. In India liggen de leefgebieden in graslanden, landbouwgebieden en moerassig terrein met poelen. Daar voelt hij zich thuis in rijstvelden of tussen vee, waar hij op kikkers en andere kleine dieren jaagt die door het vee opgejaagd worden. In Zuidoost-Azië hebben de vogels meer de voorkeur voor drogere gebieden zoals savanne. De vogel voedt zich met planten, maar ook insecten, hagedissen en weekdieren. Anders dan de meeste kraanvogelsoorten heeft deze soort zich vrij goed aan de mens aangepast.
De vogels hebben een uitgebreid baltsritueel met een sierlijke dans. Het wijfje legt 1-3 eieren.

## Ondersoorten
De volgende drie ondersoorten worden onderscheiden:
- A. a. antigone: noordelijk India, Nepal en Bangladesh
- A. a. sharpii (Blanford, 1895): Cambodja en zuidelijk Laos
- A. a. gillae (Schodde, Blackman & Haffenden, 1989); noordelijk Australië

## Status
De grootte van de populatie werd in 2016 door BirdLife International geschat op 13 tot 15 duizend volwassen individuen en de populatie-aantallen namen af door habitatverlies. Het leefgebied wordt aangetast door drooglegging van natte gebieden waarbij natuurlijk graslanden en moerassen worden omgezet in gebied voor intensief agrarisch gebruik en menselijke bewoning. In sommige delen van het verspreidingsgebied wordt jacht op de vogels gemaakt. Om deze redenen staat deze soort als kwetsbaar op de Rode Lijst van de IUCN.

## Beeldmateriaal

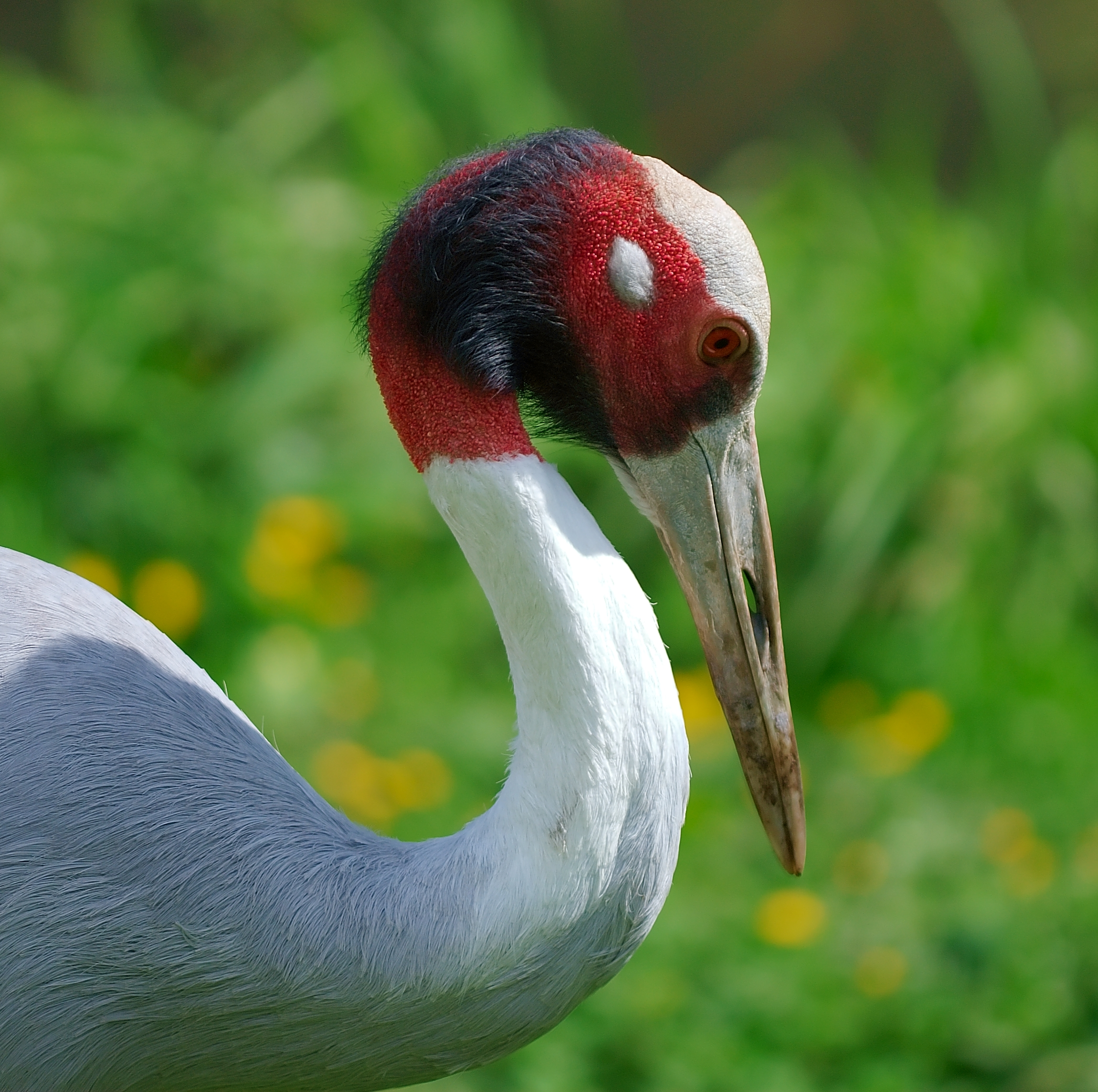

- In Disney's Animal Kingdom